# Jungjong
Jungjong (koreanisch: 중종) (* 16. April 1488 in Hanseong, Joseon; † 29. November 1544 ebenda) war während seiner Regierungszeit von 1506 bis 1544 der 11. König der Joseon-Dynastie (조선 왕조) (1392–1910) in Korea.

## Leben
Yi Yeok, wie König Jungjong zu seiner Geburt genannt wurde, war Sohn von König Seongjong (성종), dem 9. Herrscher des Joseon-Reiches. Seine Mutter war Königin Jeonghyeon (정현), die dem Papyeong-Klan (파평) der Yun-Familie (윤) entstammte.
Im Alter von 12 Jahren wurde er mit einer ein Jahr älteren Prinzessin vom Hofe verheiratet, die später als Königin Dangyeong (당영) für sieben Tage die erste Königin unter seiner Regentschaft wurde. Sie wurde ihrer Funktion enthoben und verlor ihren Titel, weil ihr Vater sich gegen den Putsch des despotischen Königs Yeonsangun ausgesprochen hatte, der Halbbruder ihres Mannes war und ihr Mann Nachfolger des Entthronten wurde.
Es waren die Politiker Seong Huian (성희안), Park Wonjong (박원종) und Yu Sunjeong (유순정), die 1508 die Initiative ergriffen und mit Soldaten des militärischen Ausbildungscamps Hullyeonwon (훈련원) in den Königspalast eindrangen, König Yeonsangun entmachteten und ihn auf die Insel Ganghwado (강화도) verbannten. Nachfolgend benannten sie Yi Yeok, der zu diesem Zeitpunkt sein 18. Lebensjahr erreicht hatte, zum König.
Doch in den folgenden Jahren waren es genau jene Politiker, welche sich gegen König Yeonsangun aufgelehnt hatten, die begannen das Reich despotisch zu regieren, bis König Jungjong im Jahr 1515 den Gelehrten und Politiker Jo Gwangjo (조광조) und einige seiner Gefolgsleute die Aufgabe übertrug, die Ordnung im Reich und Gerechtigkeit wieder herzustellen. Gwangjos Gegner fingen an, ihn beim König zu diskreditieren, bis Jungjong ihn schließlich 1519 nach Neungju (능주) ins Exil schickte, wo er später durch die Einnahme von Gift starb.
Jungjong selbst starb am 29. November 1544 und wurde zunächst im königlichen Grabmal Seosamreung von Goyang (고양) in der Provinz Gyeonggi-do (경기도), nordwestlich von Seoul neben seiner zweiten Königin Janggyeon (장견) beerdigt, die 1515 starb. Doch 17 Jahre später sorgte seine dritte Frau, Königin Munjeong (문정) dafür, dass sein Grab in das Grabmal Seolleung (선릉) nach Hanseong verlegt wurde.

## Fotogalerie

Grabmal des Königs Jungjong
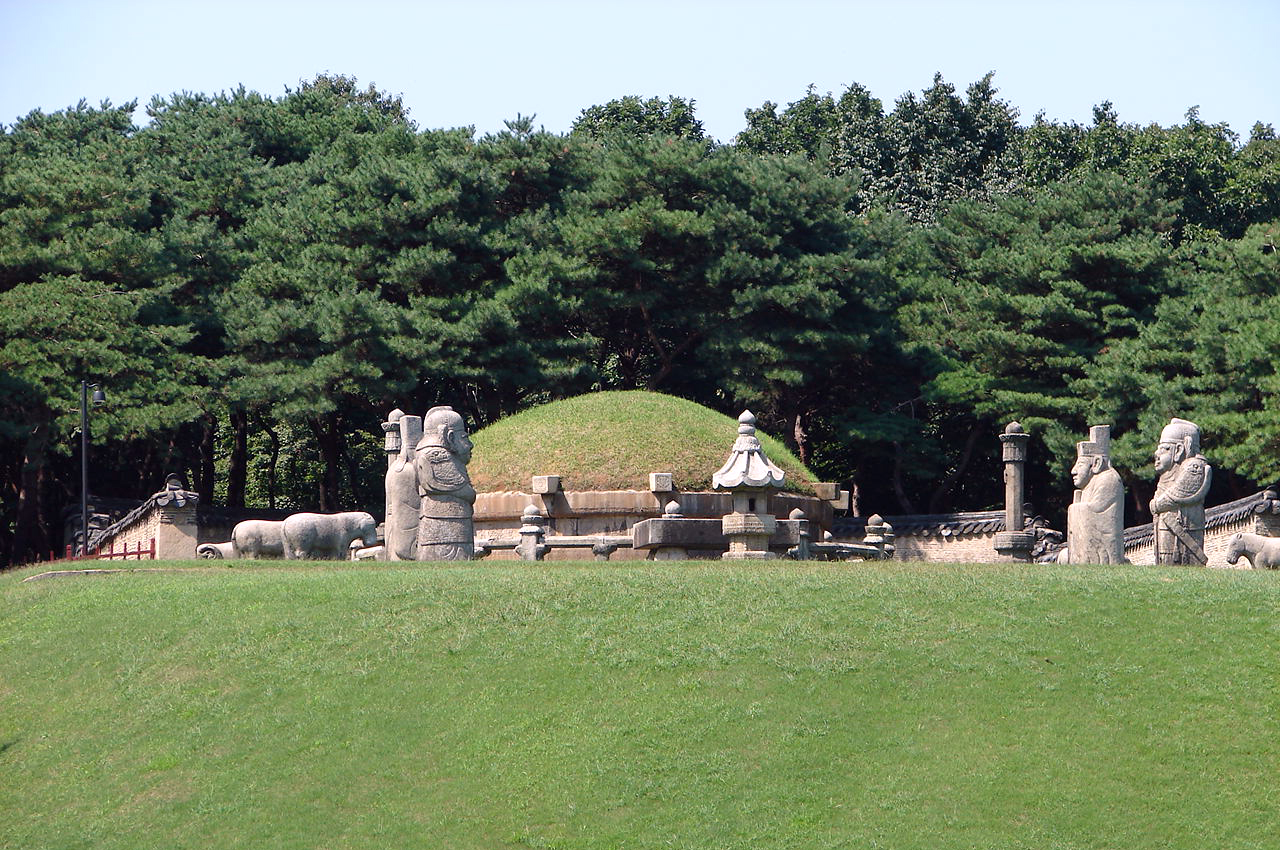
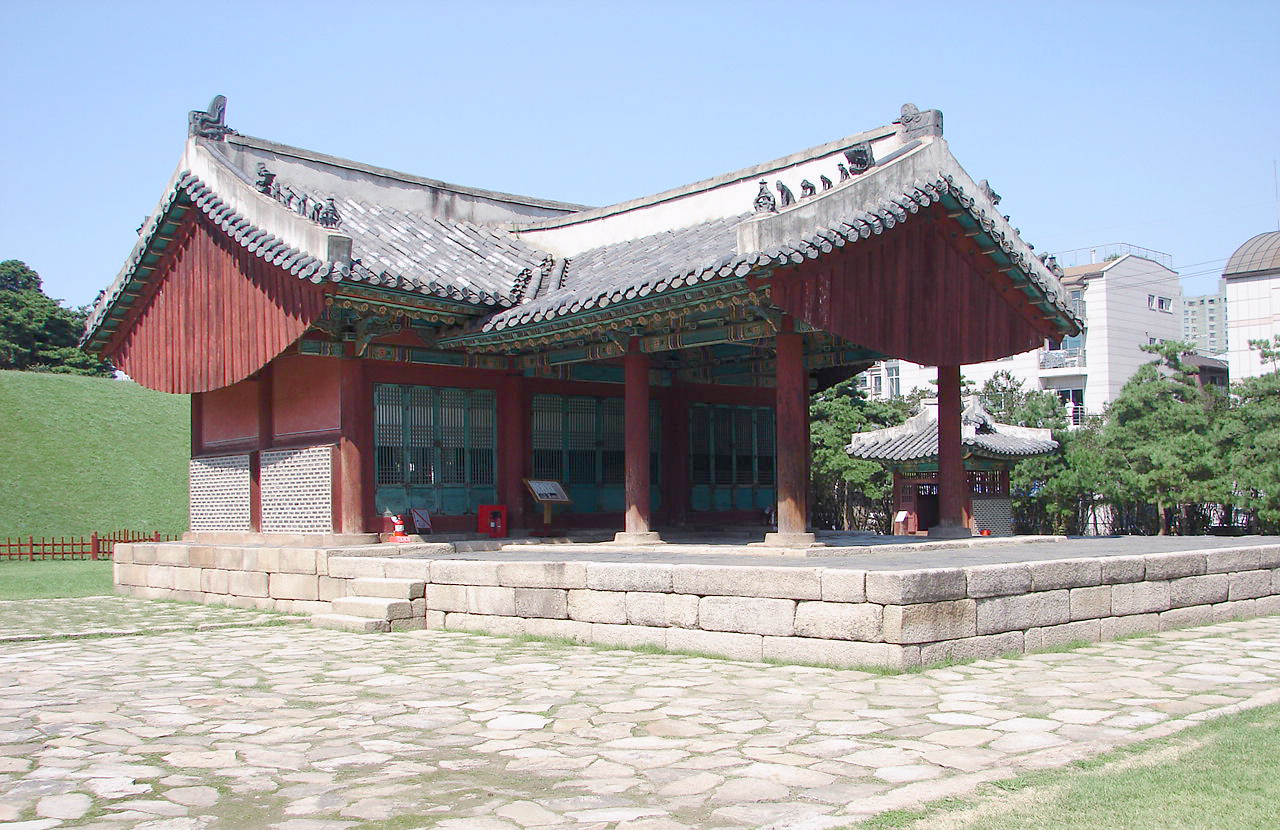
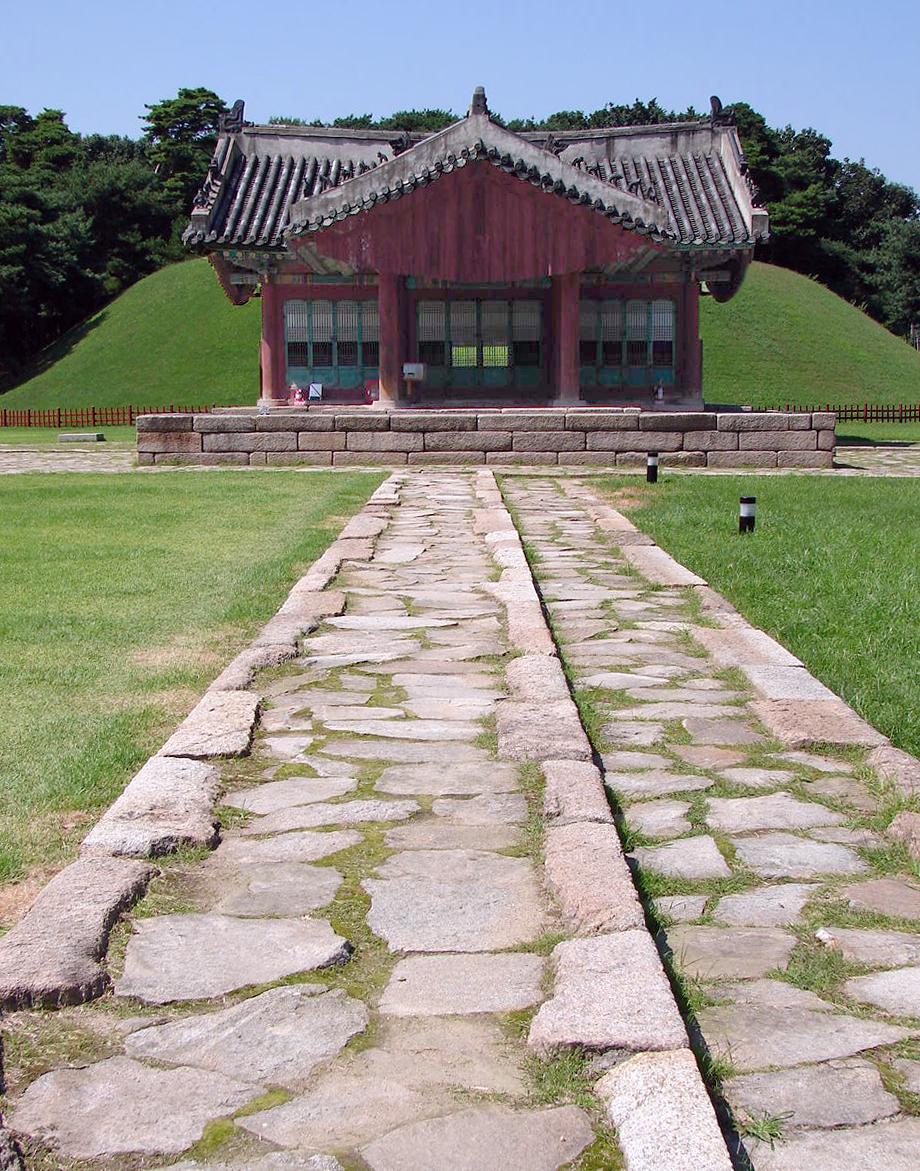
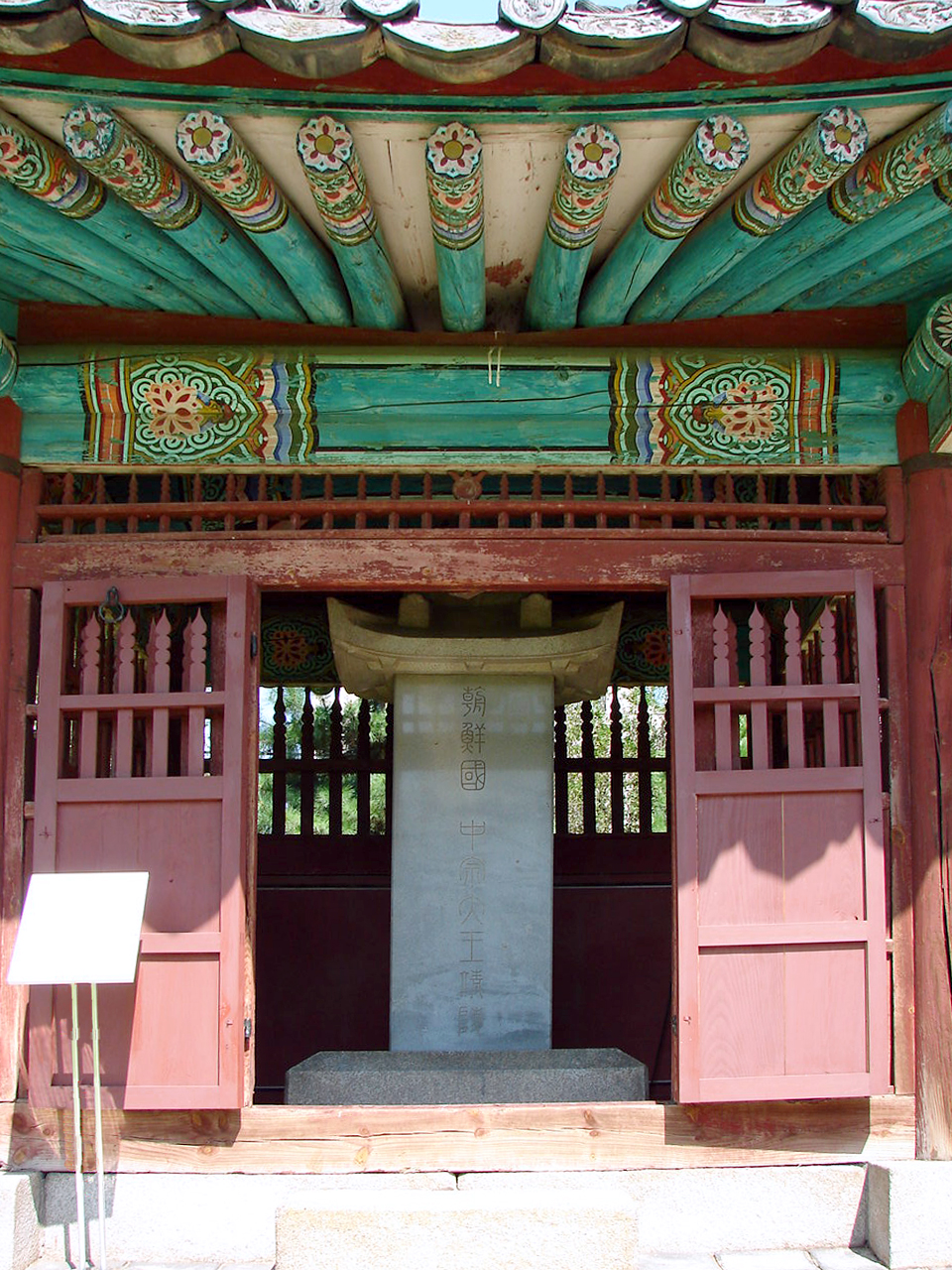